# 日置忠弼
日置 忠弼（へき ただすけ、文化8年10月22日（1811年12月5日） - 明治14年（1881年9月18日））は、江戸時代後期の武士。岡山藩の家老。備前金川1万6000石の領主。
父は加賀藩家老今枝易直。養父は岡山藩家老日置忠章。養子に日置忠尚。通称は猪右衛門。幼名は吟次郎。号は真斎。
文化8年（1811年）10月22日に今枝易直の子として金沢に誕生する。文政元年（1818年）11月20日に岡山へ移り、縁戚の岡山藩家老日置忠章の養子となり、猪右衛門と名乗る。文政4年（1821年）4月、忠章の死去により家督相続し、岡山藩家老・備前金川1万6000石の領主となる。嘉永7年（1854年）1月、池田政徳の次男の忠尚を養子とする。安政3年（1856年）2月、隠居して家督を忠尚に譲る。明治14年（1881年）9月18日没。